# Klek (Chorvatsko)
Klek je vesnice, přímořské letovisko a turisty často vyhledávaná lokalita v Chorvatsku v Dubrovnicko-neretvanské župě, spadající pod opčinu Slivno. Je střediskem stejnojmenné riviéry Klek a nachází se asi 15 km jihovýchodně od Opuzenu. V roce 2011 zde trvale žilo 230 obyvatel, což je výrazný nárůst oproti roku 2001, kdy zde žilo 159 obyvatel v 77 domech. Vzhledem ke své poloze je Klek nejjižnější přímořskou vesnicí ve vlastním Chorvatsku (nezahrnujícím Dubrovnickou exklávu a ostrovy).
Klek sousedí s vesnicí Duboka a bosenským městem Neum. Dalšími sousedními vesnicemi jsou Badžula a Slivno Ravno. Kromě vlastní vesnice, Kleku, zahrnuje i další přímořská letoviska, jimiž jsou Radalj a Repić.
Na sever od Kleku se nachází hrad Smrdan grad, který je častým cílem turistů.